# NBA-Draft 1990
Der NBA-Draft 1990 fand am 27. Juni 1990 in New York City statt.
Der NBA Draft ist eine Veranstaltung der Basketballliga NBA, bei der die Teams der Liga die Rechte an verfügbaren Nachwuchsspielern erwerben können. Meistens kommen die gedrafteten Spieler direkt vom College, aber auch aus Ligen außerhalb Nordamerikas und früher auch von der Highschool.

## Runde 1
| Pick | Spieler                | Nationalität               | NBA-Team                                                                                      | vorheriges Team/College |
| ---- | ---------------------- | -------------------------- | --------------------------------------------------------------------------------------------- | ----------------------- |
| 1    | Derrick Coleman (PF/C) | Vereinigte Staaten         | New Jersey Nets                                                                               | Syracuse                |
| 2    | Gary Payton (PG)       | Vereinigte Staaten         | Seattle SuperSonics                                                                           | Oregon State            |
| 3    | Chris Jackson (SG)     | Vereinigte Staaten         | Denver Nuggets (von Miami)                                                                    | LSU                     |
| 4    | Dennis Scott (SG/SF)   | Vereinigte Staaten         | Orlando Magic                                                                                 | Georgia Tech            |
| 5    | Kendall Gill (SG)      | Vereinigte Staaten         | Charlotte Hornets                                                                             | Illinois                |
| 6    | Felton Spencer (C)     | Vereinigte Staaten         | Minnesota Timberwolves                                                                        | Louisville              |
| 7    | Lionel Simmons (SF)    | Vereinigte Staaten         | Sacramento Kings                                                                              | La Salle                |
| 8    | Bo Kimble (SG)         | Vereinigte Staaten         | Los Angeles Clippers                                                                          | Loyola Marymount        |
| 9    | Willie Burton (SG)     | Vereinigte Staaten         | Miami Heat (von Washington via Dallas und Denver)                                             | Minnesota               |
| 10   | Rumeal Robinson (PG)   | Vereinigte Staaten         | Atlanta Hawks (von Golden State)                                                              | Michigan                |
| 11   | Tyrone Hill (PF)       | Vereinigte Staaten         | Golden State Warriors (von Atlanta)                                                           | Xavier                  |
| 12   | Alec Kessler (PF)      | Vereinigte Staaten         | Houston Rockets (getradet zu Miami für Carl Herrera und die Rechte von Dave Jamerson)         | Georgia                 |
| 13   | Loy Vaught (PF)        | Vereinigte Staaten         | Los Angeles Clippers (von Cleveland)                                                          | Michigan                |
| 14   | Travis Mays (PG)       | Vereinigte Staaten         | Sacramento Kings (von Indiana)                                                                | Texas                   |
| 15   | Dave Jamerson (SG)     | Vereinigte Staaten         | Miami Heat (von Denver; getradet mit Carl Herrera zu Houston für die Rechte von Alec Kessler) | Ohio                    |
| 16   | Terry Mills (SF)       | Vereinigte Staaten         | Milwaukee Bucks                                                                               | Michigan                |
| 17   | Jerrod Mustaf          | Vereinigte Staaten         | New York Knicks                                                                               | Maryland                |
| 18   | Duane Causwell (C)     | Vereinigte Staaten         | Sacramento (von Dallas)                                                                       | Temple                  |
| 19   | Dee Brown (SG)         | Vereinigte Staaten         | Boston Celtics                                                                                | Jacksonville            |
| 20   | Gerald Glass (SF/SG)   | Vereinigte Staaten         | Minnesota Timberwolves (von Philadelphia)                                                     | Mississippi             |
| 21   | Jayson Williams (PF/C) | Vereinigte Staaten         | Phoenix Suns                                                                                  | St. John’s              |
| 22   | Tate George (SG)       | Vereinigte Staaten         | New Jersey Nets (von Chicago)                                                                 | Connecticut             |
| 23   | Anthony Bonner         | Vereinigte Staaten         | Sacramento Kings (von Utah)                                                                   | Saint Louis             |
| 24   | Dwayne Schintzius (C)  | Vereinigte Staaten         | San Antonio Spurs                                                                             | Florida                 |
| 25   | Alaa Abdelnaby (PF)    | Ägypten Vereinigte Staaten | Portland Trail Blazers                                                                        | Duke                    |
| 26   | Lance Blanks           | Vereinigte Staaten         | Detroit Pistons                                                                               | Texas                   |
| 27   | Elden Campbell (PF/C)  | Vereinigte Staaten         | Los Angeles Lakers                                                                            | Clemson                 |

## Runde 2
| Pick | Spieler                | Nationalität            | NBA-Team                             | vorheriges Team/College |
| ---- | ---------------------- | ----------------------- | ------------------------------------ | ----------------------- |
| 28   | Les Jepsen (C)         | Vereinigte Staaten      | Golden State Warriors                | Iowa                    |
| 29   | Toni Kukoč (SF)        | Jugoslawien ( Kroatien) | Chicago Bulls (von Orlando)          | KK Split (Kroatien)     |
| 30   | Carl Herrera (PF)      | Venezuela               | Miami Heat                           | Houston                 |
| 31   | Negele Knight (G)      | Vereinigte Staaten      | Phoenix Suns                         | Dayton                  |
| 32   | Brian Oliver (G)       | Vereinigte Staaten      | Philadelphia 76ers                   | Georgia Tech            |
| 33   | Walter Palmer (C/F)    | Vereinigte Staaten      | Utah Jazz                            | Dartmouth               |
| 34   | Kevin Pritchard (G)    | Vereinigte Staaten      | Golden State Warriors                | Kansas                  |
| 35   | Greg Foster (F/C)      | Vereinigte Staaten      | Washington Bullets                   | UTEP                    |
| 36   | Trevor Wilson (F)      | Vereinigte Staaten      | Atlanta Hawks                        | UCLA                    |
| 37   | A. J. English (G)      | Vereinigte Staaten      | Washington Bullets                   | Virginia Union          |
| 38   | Jud Buechler (F/G)     | Vereinigte Staaten      | Seattle SuperSonics                  | Arizona                 |
| 39   | Steve Scheffler (C/F)  | Vereinigte Staaten      | Charlotte Hornets                    | Purdue                  |
| 40   | Bimbo Coles (G)        | Vereinigte Staaten      | Sacramento Kings                     | Virginia Tech           |
| 41   | Steve Bardo (G)        | Vereinigte Staaten      | Atlanta Hawks                        | Illinois                |
| 42   | Marcus Liberty (F)     | Vereinigte Staaten      | Denver Nuggets                       | Illinois                |
| 43   | Tony Massenburg (F)    | Vereinigte Staaten      | San Antonio Spurs                    | Maryland                |
| 44   | Steve Henson (G)       | Vereinigte Staaten      | Milwaukee Bucks                      | Kansas State            |
| 45   | Antonio Davis (F/C)    | Vereinigte Staaten      | Indiana Pacers                       | UTEP                    |
| 46   | Kenny Williams (F)     | Vereinigte Staaten      | Indiana Pacers                       | Elizabeth City State    |
| 47   | Derek Strong (F)       | Vereinigte Staaten      | Philadelphia 76ers                   | Xavier                  |
| 48   | Cedric Ceballos (F)    | Vereinigte Staaten      | Phoenix Suns                         | Cal State Fullerton     |
| 49   | Phil Henderson (SG)    | Vereinigte Staaten      | Dallas Mavericks                     | Duke                    |
| 50   | Miloš Babić (C)        | Jugoslawien ( Serbien)  | Phoenix Suns                         | Tennessee Tech          |
| 51   | Tony Smith (C)         | Vereinigte Staaten      | Los Angeles Lakers (von San Antonio) | Marquette               |
| 52   | Stefano Rusconi (PF/C) | Italien                 | Cleveland Cavaliers                  | Ranger Varese (Italien) |
| 53   | Abdul Shamsid-Deen (C) | Vereinigte Staaten      | Seattle SuperSonics                  | Providence              |
| 54   | Sean Higgins (G/F)     | Vereinigte Staaten      | San Antonio Spurs (von L.A. Lakers)  | Michigan                |